# Sablia diopis
Sablia diopis là một loài bướm đêm trong họ Noctuidae.